# Křížová cesta (Vlachovo Březí)
Křížová cesta ve Vlachově Březí na Prachaticku se nachází na severozápadním okraji obce. Stoupá na Svatodušskou výšinu ke kostelíku svatého Ducha.

## Historie
Křížová cesta je tvořena čtrnácti zděnými výklenkovými kapličkami, ve kterých jsou obrazy s pašijovými výjevy od Jindřicha Bošky. Součástí poutního místa jsou též tři kříže Kalvárie a Boží hrob.
Křížová cesta byla postavena roku 1853 na náklad obce z iniciativy purkmistra Jana Tischlera a děkana P. E. Achwitze se svolením knížete Františka Josefa Dietrichsteina. Stavba kapliček byla zadána zednickému mistrovi Jakubu Bursovi. Architektonické řešení je dílem stavitele Josefa Mosera z Prachatic. Původní obrazy utrpení Ježíše Krista maloval František Mikule z Jinína u Strakonic, obnovení zhotovili malbou na plechu místní malíři František Matoušek, lidový umělec Jindřich Boška a Jan Boška. Sochu těla Kristova v Božím hrobě vyřezal samouk Matěj Kubašta, jeden z obou bratří řezbářů, hluchoněmý z Podedvorského mlýna.
Porost v okolí křížové cesty byl obnoven roku 2015.
Křížová cesta je chráněna jako nemovitá Kulturní památka České republiky.